# Shane Loux
Pour les articles homonymes, voir Loux.
Shane A. Loux (né le 31 août 1979 à Rapid City, Dakota du Sud, États-Unis) est un ancien lanceur droitier des Ligues majeures de baseball.

## Biographie
Shane Loux est drafté dès la fin de ses études secondaires, le 3 juin 1997, par les Tigers de Détroit au deuxième tour de sélection.
Il débute en Ligue majeure le 10 septembre 2002. Il fait quelques apparitions en Ligue majeure en 2003 (11 matches joués dont 4 comme lanceur partant) mais évolue principalement en Triple-A, où il reste cantonné en 2004.
Devenu agent libre après la saison 2004, il connait une saison blanche avant de signer chez les Royals de Kansas City pour une saison le 7 novembre 2005. Il se contente encore d'évoluer en Triple-A en 2006.
Nouvelle saison blanche en 2007 avant de rejoindre en 2008 les Angels de Los Angeles d'Anaheim où il retrouve la Ligue majeure. Il joue pour les Angels en 2008 et 2009.
Après avoir joué en Ligue de la côte du Pacifique avec le Round Rock Express, un club-école des Astros de Houston, en 2010, Loux est invité en janvier 2011 à l'entraînement de printemps des Giants de San Francisco mais passe la saison suivante avec le club-école de Fresno. Le 11 mai 2012 il lance pour les Giants, marquant un nouveau retour dans les majeures après une absence de près de trois ans.